# Ansonia latirostra
Espèce
Statut de conservation UICN

 DD  : Données insuffisantes
Ansonia latirostra est une espèce d'amphibiens de la famille des Bufonidae.

## Répartition
Cette espèce est endémique de Malaisie péninsulaire. Elle se rencontre sur le Gunung Benom au Pahang et  sur le Gunung Lawit au Terengganu.

## Description
Les mâles mesurent jusqu'à 23,6 mm et les femelles jusqu'à 30,5 mm.

## Publication originale
- Grismer, 2006 : A new species of Ansonia Stoliczka 1872 (Anura : Bufonidae) from central Peninsular Malaysia and a revised taxonomy for Ansonia from the Malay Peninsula. Zootaxa, no 1327, p. 1-21.